# Петухов, Сергей Иванович
Серге́й Ивано́вич Петухо́в (17 декабря 1953 — 23 сентября 2007) — дальневосточный художник. Один из влиятельных региональных дальневосточных живописцев конца XX — начала XXI.

## Биография
Сергей Петухов родился в Хабаровске в семье известного дальневосточного художника Ивана Петухова.
В 1971 году поступает на 1 курс художественно-графического факультета ХГПИ.
Огромное влияние на творческое становление художника оказали преподаватели рисунка и живописи ХГПИ Степан Матвеевич Федотов и Евгений Михайлович Фентисов. Свою дипломную работу посвятил строителям легендарной магистрали БАМ.
Творческая деятельность художника берет начало в 1975 году: три работы Сергея Петухова, тогда ещё студента, участвовали в краевой молодёжной выставке «БАМ-75».
С 1976 по 1985 годы занимался преподавательской деятельностью на кафедре рисунка и живописи ХГПИ.
В 1981 году впервые побывал на академической творческой даче им. Репина.
В 1985 году Сергей Петухов принят в Союз Художников СССР. Приподнятость чувств, стремление увидеть поэзию в повседневности характерны для всего творчества Сергея Петухова. Ежегодно художник выезжал на творческую дачу Хабаровского Союза художников в национальное село Сикачи-Алян для сбора натурного материала. Он создал цикл работ об аборигенах Амура, к которому обращался в течение трех десятилетий. С местными жителями у него сложились доверительные и дружеские отношения. Возможно поэтому картины этого цикла Сергея Петухова проникнуты живым чувством сопричастности и любви. У него был «истинный талант» делать настоящую живопись. Для художника характерно обращение к одним и тем же сюжетам. Повторяя свои композиции Сергей Петухов интерпретировал их, никогда не повторяясь. Очевидно, он не хотел расставаться с полюбившимися сюжетами.
Харизматичный, обаятельный, неистово влюбленный в энергию красок Сергей Петухов для художников своего поколения был одним из самых влиятельных региональных живописцев конца XX — начала XXI.

### Собрания и коллекции
Произведения художника находятся в собраниях музеев и галерей США, Японии, Южной Кореи, Гонконга, Дальневосточного художественного музея г. Хабаровск, галереи им. А. М. Федотова Хабаровского отделения Союза художников России г. Хабаровск, Музея изобразительных искусств г. Комсомольск на Амуре, Сахалинского областного художественного музея г. Южно-Сахалинск, а также музеях Читы, Биробиджана и частных коллекциях коллекционеров.

### Выставки
- 1978 — Краевая выставка художников посвященная 60-летию ВЛКСМ, награждён за лучшее произведение
- 1979 — Республиканская художественная выставка «Мы строим БАМ»
- 1984 — Всероссийская выставка «Художники Советской России БАМу» Где его картина «Привал» получила высокую оценку
- 1985 — Региональная выставка г. Владивосток, где его работа «Трудовой семестр» была рекомендована для участия в республиканской выставке «Советская Россия»
- 1986—2007 — был активным участником городских, краевых, региональных (зональных) и республиканских выставок
- 2013 — Персональная выставка Сергея Петухова к 60-летию со Дня Рождения художника (Дальневосточный художественный музей г. Хабаровск)
- 2018 — «Сила таланта. Живопись Ивана и Сергея Петуховых» (Дальневосточный художественный музей г. Хабаровск)

### Наиболее известные произведения художника
- Вечно Древний и молодой Сикачи-Алян, 1985
- Камень любви, 1990
- Амурская черёмуха, 1990
- Опаленные весны, 1985
- Сбор черёмухи, 1998
- У колодца, 1999